# Gynoplistia insolita
Gynoplistia insolita là một loài ruồi trong họ Limoniidae. Chúng phân bố ở miền Australasia.